# Rio Manissauá-Miçu
Rio Manissauá-Miçu (portugisiska: Rio Manissauá Miçu) är ett vattendrag i Brasilien.   Det ligger i delstaten Mato Grosso, i den centrala delen av landet, 800 km nordväst om huvudstaden Brasília.
I omgivningarna runt Rio Manissauá-Miçu växer i huvudsak städsegrön lövskog. Trakten runt Rio Manissauá-Miçu är nära nog obefolkad, med mindre än två invånare per kvadratkilometer.